# NGC 4242
NGC 4242 là một thiên hà xoắn ốc trung gian nằm ở phía bắc của chòm sao Lạp Khuyển. Thiên hà cách xa chúng ta khoảng 18 triệu năm ánh sáng (5,5 megaparsec). Nó được phát hiện vào ngày 10 tháng 4 năm 1788 bởi nhà thiên văn học người Anh gốc Đức William Herschel. Nó được nhà thiên văn học người Đan Mạch-Ireland John Louis Emil Dreyer mô tả là "rất mờ nhạt, rất rộng nhưng không đồng đều, nó tròn, rất chậm và sáng dần từ ngoài vào trong" (tiếng Anh:"very faint, considerably large, irregular, round, very gradually brighter in the middle"), theo như biên soạn của Danh mục chung mới (tên tiếng Anh:New General Catalogue).
Hình thái thiên hà của NGC 4242 là SABdm. Điều này có nghĩa rằng nó là một thiên hà xoắn ốc trung gian với lực hút trung tâm không đủ lớn để tạo một vòng xoắn ốc đủ mạnh và thường xuất hiện bất thường. Nó được chụp bởi kính viễn vọng Không gian Hubble vào năm 2017. Hình ảnh cho ta thấy phần trung tâm của nó không đối xứng với nhau như nhiều thiên hà khác. NGC 4242 có độ sáng bề mặt và tỷ lệ hình thành sao tương đối thấp.. Rất có thể thiên hà NGC 4242 là thiên hà vệ tinh của thiên hà Messier 106 và thuộc nhóm Canes II (tên thiếng Anh: The Canes II group)
Siêu tân tinh SN 2002bu được phát hiện là nằm bên trong NGC 4242, hoạt động của nó tạo ra độ sáng cao nhất là 15,5 vào năm 2002. Nó được hình thành như một siêu tân tinh loại II, nhưng nó có thể vẫn giữ ngôi sao nguyên bản trước đó của siêu tân tinh, giống như siêu tân tinh SN 2008S.

## Dữ liệu hiện tại
Theo như quan sát, đây là thiên hà thuộc chòm sao Lạp Khuyển. Và dưới đây là một số dữ liệu khác của nó:
Xích kinh 12h 17m 30.174s
Độ nghiêng +45° 37′ 09.46″
Redshift 0.00176
Vận tốc xuyên tâm (Tốc độ xuyên tâm) 527 km/s
Khoảng cách 17.78 ± 0.65 Mly (5.45 ± 0.20 Mpc)
Nhóm hoặc chùm sao Canes II Group
Độ lớn biểu kiến (V) 11.37
Độ lớn biểu kiến (B) 10.83
Loại thiên hà SABdm
Kích thước biểu kiến 5.0′ × 0.38′